# ソール・クリプキ
ソール・アーロン・クリプキ （Saul Aaron Kripke、1940年11月13日 - 2022年9月15日）は、アメリカの哲学者、論理学者。ニューヨーク市立大学大学院センター教授、プリンストン大学名誉教授。ネブラスカ州オマハ生まれ。ユダヤ人。

## 来歴・人物
父親は、ネブラスカ州オマハにある唯一の保守派会衆であるベス・エル・シナゴーグの指導者。母親はユダヤ教の児童教育書の作家。マデリンとネッタという2人の姉妹とともに、ダンディー小学校とオマハ・セントラル高校に通った。6歳までに古代ヘブライ語を独学し、9歳までにシェイクスピアの全集を読み、小学校卒業前にデカルトの著作や複雑な数学の問題をマスターするなど、神童と呼ばれていた。高校在学中の17歳の時に自分が発見した様相論理の完全性定理についての論文を書き、翌年に出版した。1958年、高校を卒業し、ハーバード大学に入学。1962年、数学のB.A.を取得し、ハーバード大学を首席で卒業した。大学卒業後、フルブライト・フェローシップを得て、1963年にはソサエティ・オブ・フェローズに任命された。後にクリプキは、「大学はすっ飛ばせればよかった。面白い人たちと知り合えたけど、何かを学んだとは言えない。どうせひとりで読んだら全部わかってしまっていたと思う」と語っている。
ハーバード大学で少し教えた後、1968年にニューヨークのロックフェラー大学に移り、1976年まで教壇に立った。1978年にはプリンストン大学の主任教授に就任し、1988年には同大学から人文科学分野での功績を称えるハワード・ベールマン賞を受賞。2002年からはニューヨーク市立大学大学院センターで教鞭をとり、2003年には同校の哲学の卓越教授に任命された。
また、ネブラスカ大学オマハ校（1977年）、ジョンズ・ホプキンス大学（1997年）、ハイファ大学（1998年）、ペンシルバニア大学（2005年）から名誉学位を授与されている。アメリカ哲学協会会員、アメリカ芸術科学アカデミーフェロー、1985年イギリス学士院コレスポンディング・フェロー。 2001年、ショック賞論理学・哲学部門受賞。
妻は哲学者のマーガレット・ギルバート。また、テレビプロデューサーのエリック・クリプキは又従兄弟である。

## 業績

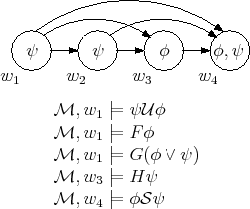
線形時相論理のクリプキ・モデルの例

クリプキの学術的業績は以下のように大別できる。
1. 様相論理やそれに関連する論理のためのクリプキ意味論。
2. 1970年にプリンストン大学で行われた講義「名指しと必然性」は、以後の言語哲学を大きく変えた。
3. ウィトゲンシュタイン研究、テクスト解釈。
4. 真理の理論。

また、再帰理論にも貢献している（許容順序数、Kripke–Platek集合論を参照）。

## ソール・クリプキ・センター
ニューヨーク市立大学大学院センターのソール・クリプキ・センターは、クリプキの作品の保存やその普及を目的とする施設である。センター長はRomina Padro。クリプキ・センターは、クリプキ関連のイベントの開催や、1950年代にさかのぼったクリプキの講義の未公開録音、講義ノート、書簡などのデジタル・アーカイブの作成などを行っている。

## 名誉・栄典
- フルブライト奨学生（1962年 - 1963年）
- ハーバード大学ソサエティ・オブ・フェローズ（1963年 - 1966年）
- ネブラスカ大学名誉人文学博士号（1977年）
- アメリカ芸術科学アカデミーフェロー（1978年 - ）
- イギリス学士院コレスポンディング・フェロー（1985年 - ）
- プリンストン大学ハワード・ベールマン賞（1988年）
- ヨーロッパ科学芸術アカデミーフェロー（1993年 - ）
- ジョンズ・ホプキンズ大学名誉人文学博士号（1997年）
- イスラエル・ハイファ大学名誉人文学博士号（1998年）
- ノルウェー科学アカデミーフェロー（2000年 - ）
- スウェーデン科学アカデミーショック賞論理学・哲学部門受賞（2001年）
- ペンシルベニア大学名誉人文学博士号（2005年）
- アメリカ哲学協会フェロー（2005年 - ）

## 著作
- Naming and Necessity, 1980. 
  - 『名指しと必然性──様相の形而上学と心身問題』（八木沢敬・野家啓一訳、産業図書、1985年）

- Wittgenstein on Rules and Private Language, 1982. 
  - 『ウィトゲンシュタインのパラドックス──規則・私的言語・他人の心』（黒崎宏訳、産業図書、1983年／ちくま学芸文庫、2022年）
- Is There a Problem about Substitutional Quantification?", 1976.(Truth and Meaning pp.325-419/edi. EVANS and McDOWELL/Oxford)
- Marian Boykan Pour-El and Saul Kripke, Deduction-preserving "recursive isomorphisms" between theories, Fundamenta Mathematicae. 61 (1967) pp.141-163

## 書目
- Arif Ahmed (2007), Saul Kripke. New York, NY; London: Continuum. ISBN 0-8264-9262-2.
- Alan Berger (editor) (2011) "Saul Kripke." ISBN 978-0-521-85826-7.
- Taylor Branch (August 14, 1977), "New Frontiers in American Philosophy". The New York Times Magazine.
- John Burgess (2013), "Saul Kripke: Puzzles and Mysteries." ISBN 978-0-7456-5284-9.
- G. W. Fitch (2005), Saul Kripke. ISBN 0-7735-2885-7.
- Christopher Hughes (2004), Kripke : Names, Necessity, and Identity. ISBN 0-19-824107-0.
- Martin Kusch (2006), A Sceptical Guide to Meaning and Rules: Defending Kripke's Wittgenstein. Acumben: Publishing Limited.
- Colin McGinn (1984), Wittgenstein on Meaning. ISBN 0631137645, 978-0631137641.
- Christopher Norris (2007), Fiction, Philosophy and Literary Theory: Will the Real Saul Kripke Please Stand Up? London: Continuum
- Consuelo Preti (2002), On Kripke. Wadsworth. ISBN 0-534-58366-0.
- Nathan Salmon (1981), Reference and Essence. ISBN 1-59102-215-0, 978-1591022152.
- Scott Soames (2002), Beyond Rigidity: The Unfinished Semantic Agenda of Naming and Necessity. ISBN 0-19-514529-1.